# Luiz Paulo Pinto
Luiz Paulo de Souza Pinto (Belo Horizonte, 24 de abril de 1962 – Belo Horizonte, 13 de março de 2022) foi um biólogo e ambientalista brasileiro. Ao longo de mais de três décadas, promoveu a conservação da biodiversidade e o desenvolvimento sustentável, por meio do trabalho com organizações não-governamentais e formação de parcerias multissetoriais.
Cursou graduação em Ciências Biológicas na Universidade Federal de Minas Gerais (UFMG) entre 1983 e 1987. Casou-se com a também bióloga Cláudia M. R. Costa e, em 1989, foram morar na Reserva Biológica Augusto Ruschi, em Santa Teresa (ES), para estudar a ecologia dos primatas, especialmente o muriqui (Brachyteles hypoxanthus). Fez mestrado em Ecologia, Conservação e Manejo de Vida Silvestre da UFMG (1990–1994), sob orientação de Anthony B. Rylands, quando analisou a distribuição geográfica e situação do mico-leão-da-cara-dourada (Leontopithecus chrysomelas) nas florestas do sul da Bahia.
De 1996 a 2014, trabalhou na organização não-governamental Conservação Internacional, onde foi diretor e coordenador de projetos. Ao longo deste período, coordenou iniciativas envolvendo a proteção de espécies ameaçadas de extinção, criação e implementação de unidades de conservação e formação de parcerias para a conservação da biodiversidade e desenvolvimento sustentável, principalmente voltadas para a Mata Atlântica. Também apoiou diversos inventários biológicos e geração de informações sobre a biodiversidade brasileira e colaborou para a introdução da abordagem dos corredores de conservação da biodiversidade. Merece destaque sua participação na coordenação do Fundo de Parceria para Ecossistemas Críticos para a Mata Atlântica (CEPF-Mata Atlântica), que investiu cerca de 10 milhões de dólares em mais de 300 projetos de conservação em áreas-chave da Mata Atlântica. Desempenhou papel relevante na criação de unidades de conservação importantes da Mata Atlântica, como o Parque Nacional do Descobrimento, o Parque Nacional da Serra das Lontras, e o Parque Estadual da Serra do Conduru, no sul da Bahia; o Parque Estadual do Alto Cariri, em Minas Gerais; o Parque Estadual dos Três Picos no Rio de Janeiro, além de dezenas de Reservas Particulares do Patrimônio Natural na Mata Atlântica. 
Nos últimos anos, contribuiu com a Fundação SOS Mata Atlântica na produção de um relatório sobre os 30 anos de conservação da biodiversidade da Mata Atlântica com todo trabalho realizado desde o primeiro Plano de Ação para a Mata Atlântica até os dias de hoje. Desde 2017, atuava como consultor pela sua empresa: Ambiental 44 Informações e Projetos em Biodiversidade. Era um torcedor apaixonado do Cruzeiro Esporte Clube. Faleceu aos 59 anos em Belo Horizonte, após uma luta contra um câncer no cérebro.